# واحد فیلتر فن

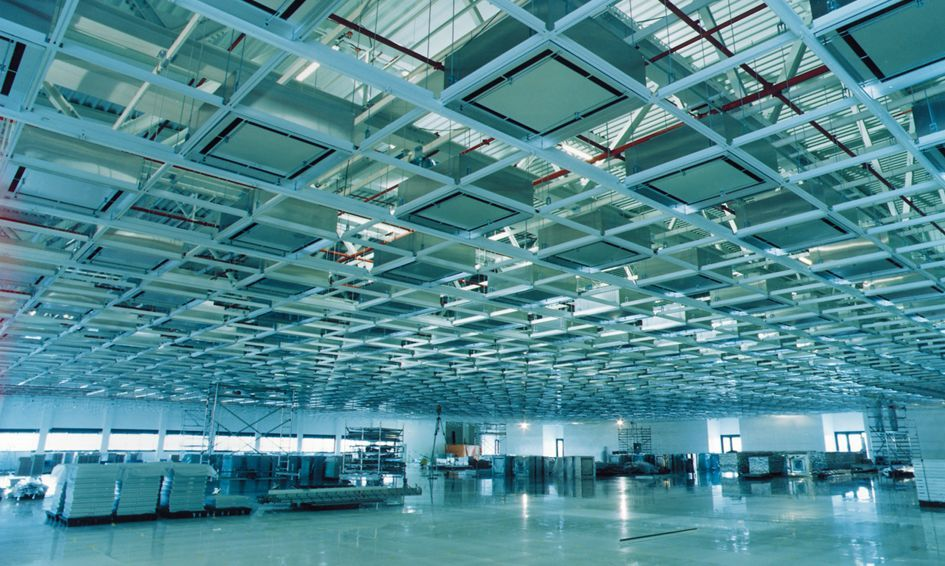
شبکه سقفی فیلتر یک اتاق تمیز برای ساخت میکروالکترونیک (نیم‌رسانا) با واحدهای فیلتر فن نصب‌شده

واحد فیلتر فن (FFU) نوعی از تجهیزات پالایش هوا موتوری است. برای تأمین هوای تصفیه‌شده به اتاق‌های تمیز، آزمایشگاه‌ها، امکانات پزشکی یا ریزمحیط‌ها با حذف‌کردن ذرات مضر موجود در هوابُرد از هوای درحال گردش، استفاده می‌شود. واحدها در داخل شبکه سقف یا کف سامانه نصب می‌شوند. اتاق‌های تمیز بزرگ به تعداد نسبتاً زیادی FFU نیاز دارند که در برخی موارد ممکن است از چند صد تا چند هزار متغیر باشد. واحدها اغلب حاوی پیش-فیلتر، فیلتر هِپا و توزیع هوای فن قابل کنترل داخلی خود هستند.